# 唐娜·斯特里克兰
唐娜·西奧·斯特里克兰（英語：Donna Theo Strickland，1959年5月27日—），加拿大物理学家，是滑鐵盧大學物理及天文學院的教授，也是雷射物理领域的先驱。她于2018年获得诺贝尔物理学奖，是繼1963年的瑪麗亞·格佩特-梅耶之後第三位获得该奖的女性。同年獲得诺贝尔物理学奖的有阿瑟·阿什金，以及其博士導師热拉尔·穆鲁。

## 生平
唐娜·斯特里克兰在1959年5月27日出生於加拿大安大略的貴湖，父親勞埃德·史垂克蘭（Lloyd Strickland）為一名電機工程師，母親伊迪絲（Edith J.，娘家姓蘭尼——Ranney）為一名英文老師。
斯特里克兰在1981年在麥馬士達大學的工程物理學系獲得工学学士學位，當時班上有25個人，只有三個女生，她是其中之一。
斯特里克兰在1989年於羅徹斯特大學的物理學（主修光學）獲得哲學博士學位，她在導師热拉尔·穆鲁指導下完成了題目是《超強雷射的開發以及在多光子電離上的應用》（Development of an ultra-bright laser and an application to multi-photon ionization）的博士论文。斯特里克兰在1985年仍就讀羅徹斯特大學時，和導師合作發明了應用在雷射的啁啾脈波放大，可以產生超短而高強度的雷射脈波，後來他們也因此獲得诺贝尔物理学奖。

## 家庭生活
斯特里克兰已婚，丈夫為羅徹斯特大學的雷射科學家道格拉斯·R·戴卡爾（Douglas R. Dykaar），兩人有兩個小孩。

## 學術

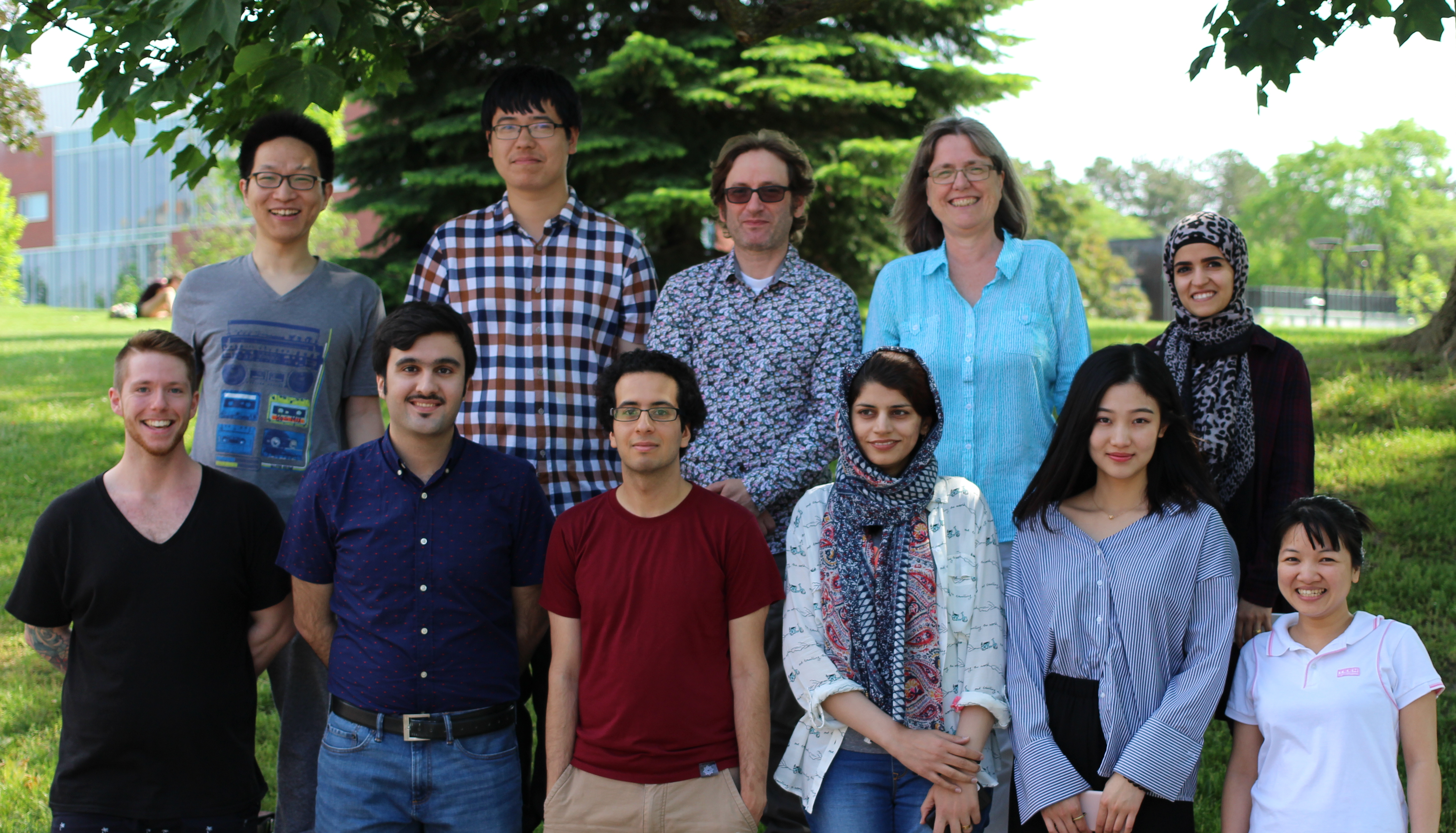
斯特里克兰在滑鐵盧大學的超快雷射團隊

斯特里克兰在1988年至1991年間，擔任加拿大國家研究中心的研究員，和超快現象部門的保罗·科克姆共事。這個部門可以產生當時全世界功率最大的短脈波雷射。她于1988年至1991年間，在勞倫斯利佛摩國家實驗室的雷射部門工作，並且在1992年成為普林斯顿大学光子及光電材料先進技術中心的技術人員。1997年進入滑鐵盧大學，擔任助理教授，后升职为副教授，帶領一個超快雷射團隊，發展高強度的雷射系統，進行非線性光學的研究，斯特里克兰自認是「激光运动员」（laser jock）。
斯特里克兰目前的工作著重在拓展超快光學科學的波長範圍，例如説红外线及紫外线的範圍，會利用雙色或是多頻率的技術，像是拉曼效应。她也在研究用在人眼微晶鏡片的高功率雷射，利用微加工來治療老花。
斯特里克兰在2008年成為光學學會（後來稱為美國光學學會）的會士，分別在2011年及2013年擔任光學學會副會長及會長。她在2004年至2010年間也是期刊《Optics Letters》的专题编辑。

## 獲得诺贝尔物理学奖
斯特里克兰在2018年10月2日，因為她在啁啾脈波放大上的貢獻，和她在羅徹斯特大學時的博士導師热拉尔·穆鲁共同獲得诺贝尔物理学奖。
斯特里克兰和穆鲁在1985年發表了《放大啁啾光學脈波的壓縮》（Compression of amplified chirped optical pulses），當時斯特里克兰還是穆鲁的博士班學生。他們所發明雷射的啁啾脈波放大，帶動了高強度超短脈衝光束領域的發展。超短及超強的光束可以進行非常準確的切削，可以用在雷射加工、雷射手術、醫學、基础科学研究以及其他應用。眼科醫師也可以能行矯正雷射手術。斯特里克兰提到他們在發展此技術後，知道這會是很重要的研究。另一位诺贝尔物理学奖得主阿瑟·阿什金是曾在贝尔实验室工作的退休美國科學家，因為發明了「可以由雷射光束抓取粒子、原子、病毒及其他生物體的光鑷」而獲奖。
斯特里克兰是歷史上第三位诺贝尔物理学奖女性得主，繼上一位獲頒女性诺贝尔物理学奖得主已有55年之久，前二位分別是1903年的玛丽·居里以及1963年的玛丽亚·格佩特-梅耶。她也是繼2013年的艾莉絲·孟洛之後，第二位獲得諾貝爾獎的加拿大籍女性得主。

## 其他
史垂克蘭在英文維基百科的專屬頁面直至她得獎後一個半小時才被建立，此前曾有人嘗試在2018年3月為她建立頁面，當時她已是諾貝爾獎被提名人，但卻被一名具有高級權限的維基用戶拒絕並刪除。由於與史垂克蘭共享諾貝爾物理獎的穆胡，早在2005年就擁有個人頁面，因此這個事件也被認為涉及了女性歧視。

## 獎項
- 1998年 – 斯隆奖[16]
- 1999年 – Premier卓越研究獎[5]
- 2000年 – Research Corporation（英语：Research Corporation）的Cottrell Scholars Award[17]
- 2008年 – 光學學會（後來稱為美國光學學會）的會士[5][7]
- 2011年 – 光學學會副會長
- 2013年 – 光學學會會長
- 2018年 – 和阿瑟·阿什金以及熱拉爾·穆魯獲得諾貝爾物理學獎[18]

斯特里克兰是期刊《Optics Letters》2004年至2010年的专题编辑。

## 部份發表論文
- Strickland, Donna; Mourou, Gerard. . Optics Communications. 1985, 56 (3): 219–221. ISSN 0030-4018. doi:10.1016/0030-4018(85)90120-8.
- Maine, P.; Strickland, D.; Bado, P.; Pessot, M.; Mourou, G. . IEEE Journal of Quantum Electronics. 1988, 24 (2): 398–403. ISSN 0018-9197. doi:10.1109/3.137.

## 外部連結
- 官方网站